# Тат-Китня
Тат-Китня (мар. Тат-Китне) — деревня в Мари-Турекском районе Республики Марий Эл. Входит в состав городского поселения Мари-Турек.

## География
Находится в восточной части республики Марий Эл на расстоянии приблизительно 4 км на восток по прямой от районного центра посёлка Мари-Турек.

## История
Известна с 1781 года, когда в деревне проживало 125 жителей. В 1816 году в ней было 65 дворов, 394 жителя. 
В «Списке населенных мест по сведениям 1859—1873 годов», изданном в 1876 году, населённый пункт упомянут как казённая деревня Татарская Китня 1-го стана Уржумского уезда Вятской губернии. Располагалась при речке Китне, в 45 верстах от уездного города Уржума и в 5 верстах от становой квартиры в казённом селе Турек (Турекское). В деревне, в 82 дворах жили 916 человек (429 мужчин и 487 женщин), были мечеть, писчебумажная и кумачно-китаечная фабрики.
В 1905 году в деревне было 301 двор, 1684 человека, в 1921 году — 421 двор. Население деревни было татарским. До 30-х годов в деревне было три мечети, работала мусульманская школа. В 1944 года в деревне было 1429 жителей, в 1959 году 1405, в 1970 году — 1538, в 1979 году — 1204. В 2000 году в деревне 369 хозяйств. В советское время работали колхоз имени Кирова и совхоз «Красная звезда».

## Население
Население составляло 946 человек (татары 98 %) в 2002 году, 871 в 2010.

## Религия
Мечети
- Мечеть